# 鱧谷憲
鱧谷 憲（はもたに けん、1946年10月30日 - ）は、日本の農業システム工学者。博士（農学）（大阪府立大学）。大阪府立大学大学院農学生命科学研究科元講師。日本農業気象学会フェロー。国立環境研究所(NIES)元客員研究員。
専門は、数理モデリング・農業システム工学、農業気象科学・環境科学。

## 略歴
1975年大阪工業大学工学部電子工学科卒業。大阪府立大学農学部教務技師・助手などを経て、1999年同大学大学院農学生命科学研究科助手（指導教授：京都大学理学部地球物理学科出身で、のちに大阪府立大学名誉教授となった文字信貴）。2001年博士（農学）（大阪府立大学）。その後、同大学生命環境科学部緑地環境科学科および同大学大学院農学生命科学研究科講師などを務め、主に農業システム工学におけるフラックス計測研究に従事した。2008年国立環境研究所(NIES)客員研究員を兼務。2011年大阪府立大学定年退官。 
主な所属学会は、AsiaFlux、日本農業工学会、日本農業気象学会、日本気象学会、生態工学会など。主な受賞は、日本農業気象学会賞(2011)・フェロー(永年功労会員:2018)。主な著書は、農学・生態学のための気象環境学（共著、丸善1997、学術書）。

## 主な研究
- 気象要素計測・処理用マイクロコンピュータシステムの試作
- REA(Relaxed Eddy Accumulation)法によるフラックス測定装置の開発
- タイ南部のマングローブ林における雨期のCO2フラックスの特性　- タイ王室森林局・カセサート大学・関西電力との共同研究[7][8]
- 3Dレーザーミラースキャナーおよび地形図を用いたヒノキ林における群落上フラックスfootprintについての考察  - 京都大学農学研究科との共同研究[9]
- 生態系における微量気体動態の飛躍的把握にむけたTDLS（レーザガス分析計）の活用 - 京都大学農学研究科・農業環境技術研究所・森林総合研究所との共同研究
- 大気と北方森林生態系間におけるCO2交換過程の解明・定量評価およびモデル化- 北海道大学との共同研究
- 森林生態系炭素収支モニタリング研究[10] - 国立環境研究所(NIES)との共同研究